# Pilons de Bush
Le terme « pilons de Bush » (en russe : ножки Буша, nožki Buša) est un surnom désignant les cuisses de poulet en provenance des États-Unis dans les anciens pays de l'Union soviétique.
Le nom « pilons de Bush » est apparu en 1990 lorsque Mikhaïl Gorbatchev et George H. W. Bush signèrent un accord commercial destiné à fournir des cuisses de poulet congelées à l'URSS. Les étalages soviétiques étant pratiquement vides (ru) en 1990, les pilons de Bush devinrent très populaires en raison de leur prix bon marché et de leur relative abondance.

## Aspects économiques
Les États-Unis sont devenus un important fournisseur de poulet de la Russie. En 2006, sur 100 poulets en Russie, 55 étaient élevés dans le pays, 35 étaient importés des États-Unis, 6 du Brésil et 4 d'autres pays (principalement européens). En 2005, le gouvernement de la fédération de Russie et celui des États-Unis signent un nouvel accord, offrant aux fournisseurs américains 74 % de tous les quotas d'importation de poulet jusqu’en 2009 et prévoyant une augmentation des livraisons de l'ordre de 40 000 tonnes par an. 

## Qualité du pilon

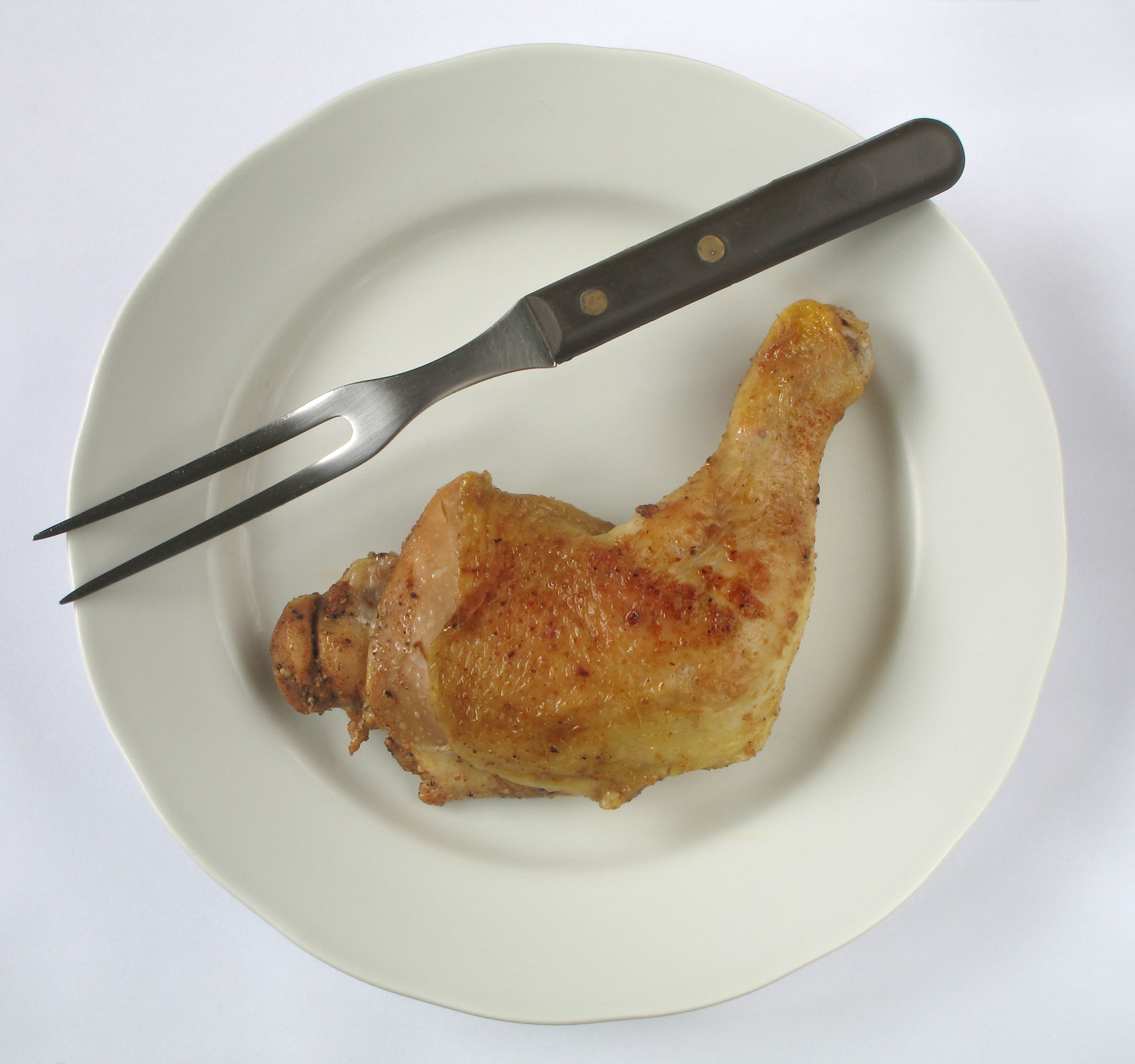
Une cuisse de poulet

Une idée reçue, très répandue, veut que les pilons de Bush soient dangereux pour la santé, car ils seraient bourrés d'antibiotiques et de médicaments hormonaux (ru), utilisés dans l'élevage de volaille (en). Les grands consommateurs de pilons de Bush souffriraient de pertes d'immunité et d'allergie. Mais ce n'est pas vrai, car l'utilisation d'hormones dans la production de poulets est interdite par la loi aux États-Unis. En revanche, le chlore est quant à lui effectivement utilisé dans la production de viande de volaille dans les fermes avicoles américaines, avec une concentration officiellement limitée entre 20 et 50 ppm. Les industriels de l'agroalimentaire considèrent la chloration avec des solutions tampons comme acceptable et non nocive pour la santé humaine, allant même jusqu'à comparer cette pratique avec la chloration de l'eau.

## Aspects politiques
Les pilons de Bush ont servi de moyen de pression politique à la fois pour les États-Unis et pour la Russie, dont le marché absorbe jusqu'à 40% des exportations américaines de cuisses de poulet.
Lorsque des traces de bactéries salmonelles ont été trouvées dans des poulets américains en 2002, l'importation des pilons de Bush a été suspendue en Russie pendant un mois.
Le 29 octobre 2004, le ministre de l'Agriculture russe annonce l'arrivée massive de pilons de Bush importés des États-Unis afin de prévenir le risque de famine dans une Russie en proie à une pauvreté galopante.
En 2006, le ministre du Développement économique et du Commerce, German Gref, a envoyé une lettre d’ultimatum à la représentante américaine au commerce, Susan Schwab (qui négocie avec la Russie son adhésion à l'Organisation mondiale du commerce) au sujet de la révocation de la préférence à l’importation des produits agricoles américains (y compris les pilons de Bush) si les États-Unis ne se mettaient pas d’accord sur un protocole d’adhésion de la Russie à l’OMC dans les trois mois. 
Le 1er janvier 2009 marque l'entrée en vigueur d'un décret de l'inspecteur sanitaire en chef de la Russie, Guennadi Onishchenko (en), interdisant la vente au public de poulets désinfectés avec des composés chlorés à haute concentration. Ce décret, qui plombe la vente de pilons de Bush, concrétise la volonté annoncée dès septembre 2008 par le ministère de l'Agriculture de la Russie de « réduire de façon draconienne - "de plusieurs centaines de milliers de tonnes" - ses importations de pilons de Bush ». 
Le 7 août 2014, l’importation de tous les produits carnés en provenance des États-Unis est interdite en raison de l’embargo russe. Par conséquent, les pilons de Bush ne sont plus fournis à la Russie. Le 23 mai 2015, le président du gouvernement de la fédération de Russie, Dmitri Medvedev, déclare que la Russie est pleinement autosuffisante en viande de volaille et n'a de ce fait « plus besoin des pilons de Bush ».

## Terme associé
Les « œufs de Roosevelt » sont le nom des œufs en poudre (en) fournis par les États-Unis à l'URSS dans le cadre du programme Prêt-bail lors de la Seconde Guerre mondiale. 